# Andowiak wulkaniczny
Andowiak wulkaniczny, andowiak posępny (Thomasomys vulcani) – gatunek ssaka z podrodziny bawełniaków (Sigmodontinae) w obrębie rodziny chomikowatych (Cricetidae).

## Zasięg występowania
Andowiak wulkaniczny występuje w północno-środkowych Andach w Ekwadorze (Pichincha i Carchi).

## Taksonomia
Gatunek po raz pierwszy zgodnie z zasadami nazewnictwa binominalnego opisał w 1898 roku brytyjski zoolog Oldfield Thomas nadając mu nazwę Aepeomys vulcani. Holotyp pochodził z góry Pichincha, na wysokości około 12 000 ft (3658 m), w prowincji Pichincha, w Ekwadorze. 
Część ujęć systematycznych uznaje T. vulcani i T. rhoadsi za ten sam gatunek. Autorzy Illustrated Checklist of the Mammals of the World uznają ten takson za gatunek monotypowy.

### Etymologia
- Thomasomys: Oldfield Thomas (1858–1929), brytyjski zoolog, teriolog; gr. μυς mus, μυος muos „mysz”[8].
- vulcani: nowołac. vulcani „wulkaniczny, z wulkanu”, od Wulkana (łac. Volcanus lub Vulcanus), w mitologii rzymskiej boga ognia[9].

## Morfologia
Długość ciała (bez ogona) 116–126 mm, długość ogona 115–135 mm, długość ucha 26–32 mm, długość tylnej stopy 16–22 mm; masa ciała 32–57 g. 

## Siedlisko
Zamieszkuje lasy reglowe oraz roślinność typu paramo w ekwadorskiej Kordylierze Zachodniej (Andy).

## Populacja
Gatunek rzadki, znany tylko z pięciu okazów.

## Zagrożenia
Jego głównymi zagrożeniami są fragmentacja siedliska, rolnictwo i wylesianie